# Элканн, Джон
Джон Филип Джейкоб Элканн (англ. John Philip Jacob Elkann, родился 1 апреля 1976 года) — итало-американский промышленник, предприниматель. В 1997 году стал избранным наследником своего деда Джанни Аньелли, а в 2008 году главой IFIL (ныне Exor). Возглавляет и контролирует автопроизводителя Stellantis, а также является председателем и генеральным директором Exor, холдинговой компании, контролируемой семьей Аньелли, которая также владеет PartnerRe и контрольным пакетом акций Ferrari, CNH Industrial и Juventus FC.

## Биография
Джон Элканн родился в Нью-Йорке, имеет итальянское и американское гражданство. Он первый сын Алена Элканна, журналиста из Нью-Йорка и писателя еврейского происхождения, и его тогдашней жены итальянки Маргариты Аньелли. Родители Джона развелись в 1981 году и оба снова женились. Бабушкой и дедушкой по материнской линии Элканна были промышленник Джанни Аньелли и итальянская светская львица Марелла Аньелли (урожденная Донна Марелла Караччоло ди Кастаньето). Правнучатый племянник банкира Этторе Овацца.
У Джона есть брат Лапо и сестра Джиневра, а также пять сводных братьев и сестёр от второго брака матери с Сержем де Пален.
Элканн учился в начальной школе в Великобритании и Бразилии до того, как его семья переехала в Париж, где в 1994 году он получил степень бакалавра в государственной школе Lycée Victor-Duruy. В том же году он переехал в Италию для поступления в Туринский политехнический университет, где получил степень в области менеджмента в 2000 году. Во время учебы, Элканн получил опыт работы в ходе нескольких стажировок: на заводе фар в Бирмингеме  в 1996 году, на производственной линии в Тыхы в 1997 году, в автосалоне в Лилле в 1998 году, а также в группе корпоративных иннициатив GE, где работал над диссертацией по электронным торгам (аукционам) в 1999 году. Свободно говорит на четырёх языках.
В декабре 1997 года Элканн был избран наследником своего деда Джанни Аньелли вместо Джованни Альберто Аньелли, сына младшего брата Джанни, Умберто, который умер в возрасте 33 лет. Он был назначен в совет директоров Fiat в возрасте 21 год. В 2000 году, получив диплом Туринского политехнического университета, он присоединился к программе корпоративного аудита General Electric. Два года спустя он покинул General Electric и вернулся в Турин.
После смерти своего деда Джанни Аньелли в 2003 году и двоюродного дяди Умберто Аньелли в 2004 году Элканн стал вице-председателем Fiat и вице-председателем Giovanni Agnelli Sapaz (ныне Giovanni Agnelli BV), семейного партнерства, контролирующего Exor. В 2008 году Элканн сменил 83-летнего Джанлуиджи Габетти на посту главы IFIL, которая управляла портфелем на восемь миллиардов евро. В 2010 году стал председателем Fiat SpA (ныне Fiat Chrysler Automobiles), сменив Луку Кордеро ди Монтедземоло и председателем правления Giovanni Agnelli Sapaz, сменив Джанлуиджи Габетти. В феврале 2011 года был назначен председателем и генеральным директором Exor. С момента назначения Элканна стоимость активов компании выросла и увеличилась в девять раз за десять лет.
Также является председателем правления Ferrari.
В 2013 году был включён Fortune в список самых влиятельных менеджеров мира в возрасте до 40 лет.
В 2019 году Элканн объявил, что будет пытаться объединить Fiat Chrysler Automobiles с Groupe PSA с целью формирования четвёртого в мире OEM по объёму и третьего по выручке. В начале 2021 года было объявлено о создании объединенной компании Stellantis, председателем правления и главным исполнительным директором которой он стал.

## Личная жизнь
Джон Элканн женат на Лавинии Борромео (урожденной Лавинии Иде Борромео-Арезе 10 марта 1977 года в Милане), члене известной итальянской аристократической семьи Борромео. Имеет троих детей.